# Ferguson (Unternehmen)

Historisches Logo von Wolseley

Ferguson plc (ehemals: Wolseley plc) ist ein britisches Unternehmen mit rechtlichem Sitz in Saint Helier auf Jersey und operativer Hauptzentrale in Zug in der Schweiz. Es bietet Baumaterialien verschiedener Art weltweit an, insbesondere Klempnerei- und Heizungsbaubedarf.

## Geschichte
Die Wolseley Sheep Sheering Machine Company Ltd. wurde von dem Iren Frederick York Wolseley in Sydney, Australien, 1887 gegründet. Es war das erste Unternehmen, das eine mechanische Schafschermaschine herstellte. 1889 überließ Wolseley die Patente einem neuen Unternehmen, das in London seinen Firmensitz hatte.
Der künftige Fahrzeughersteller Herbert Austin schloss sich dem Unternehmen 1888 in Australien an; er verließ Australien gemeinsam mit Frederick York Wolseley im November 1893 und baute in der Broad Street, Birmingham, England, ein Werk auf. Austin hatte bedeutenden Einfluss auf das Unternehmen, als Wolseley 1894 im Unternehmen aufhörte.
Austin baute ein größeres Werk in Aston, Birmingham, und begann mit der Fabrikation von Fahrrädern. 1896 entwarf Austin das erste Wolseley-Automobil, und man begann mit der Herstellung von Automodellen. 1901 wurde der Pkw-Bereich „Wolseley Tool & Motor Car Company Limited“ von Vickers gekauft. Austin verließ darauf das Unternehmen 1905 und gründete sein eigenes Unternehmen in Longbridge. 1926 wurde die Wolseley Motor Car Company an William Morris, 1. Viscount Nuffield verkauft (siehe weiteren Firmenverlauf im Artikel: Wolseley Motor Company).
Herbert Austin war zwischenzeitlich wieder zur Wolseley Sheep Shearing Machine Company Ltd. zurückgekehrt. Das Unternehmen produzierte weiterhin Schafschermaschinen und anderes landwirtschaftliches Gerät.
In den 1950er Jahren produzierte das Unternehmen verschiedene landwirtschaftliche Fahrzeuge. 1958 fusionierte das Unternehmen mit dem Unternehmen Geo H. Hughes, das Reifen herstellte. Das Unternehmen wurde in Wolseley-Hughes umbenannt.
In den 1960er Jahren kaufte Wolsely-Hughes das Unternehmen Nu-Way Heating Limited, wodurch das Unternehmen begann, sich in einen Hersteller von Heizungsbau für Gebäude umzuwandeln. Diese Produktsparte entwickelte sich zum Tochterunternehmen OBC. 1965 erwarb Wolseley die Unternehmen Granville Controls und Yorkshire Heating Supplies und erweiterte hierdurch das Angebot von OBC.
1982 gelang mit dem Erwerb des Unternehmens Ferguson Enterprises, einem Distributor an der Ostküste der Vereinigten Staaten. 1992 erwarb Wolseley das französische Unternehmen Brossette und 2003 die Schweizer Tobler Haustechnik.
Der Sitz der Gesellschaft wurde im November 2010 aus steuerlichen Gründen von Theale bei Reading nach Saint Helier auf Jersey sowie die operative Hauptzentrale nach Zug in der Schweiz verlegt. Im Jahr 2017 wurde der Firmenname in Ferguson plc geändert.